# BBC Master

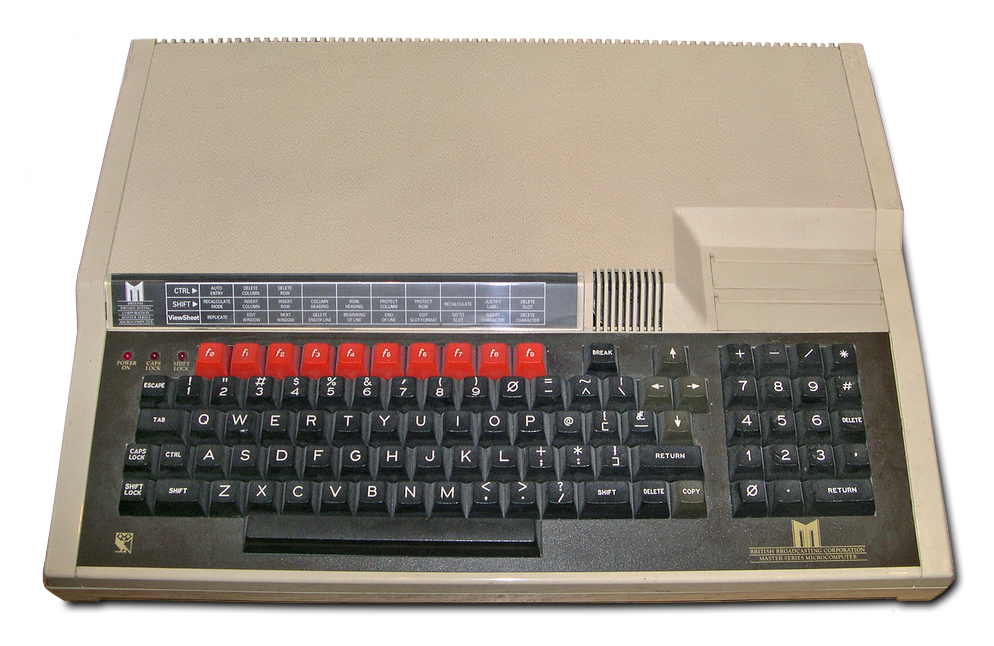
Acorn BBC Master

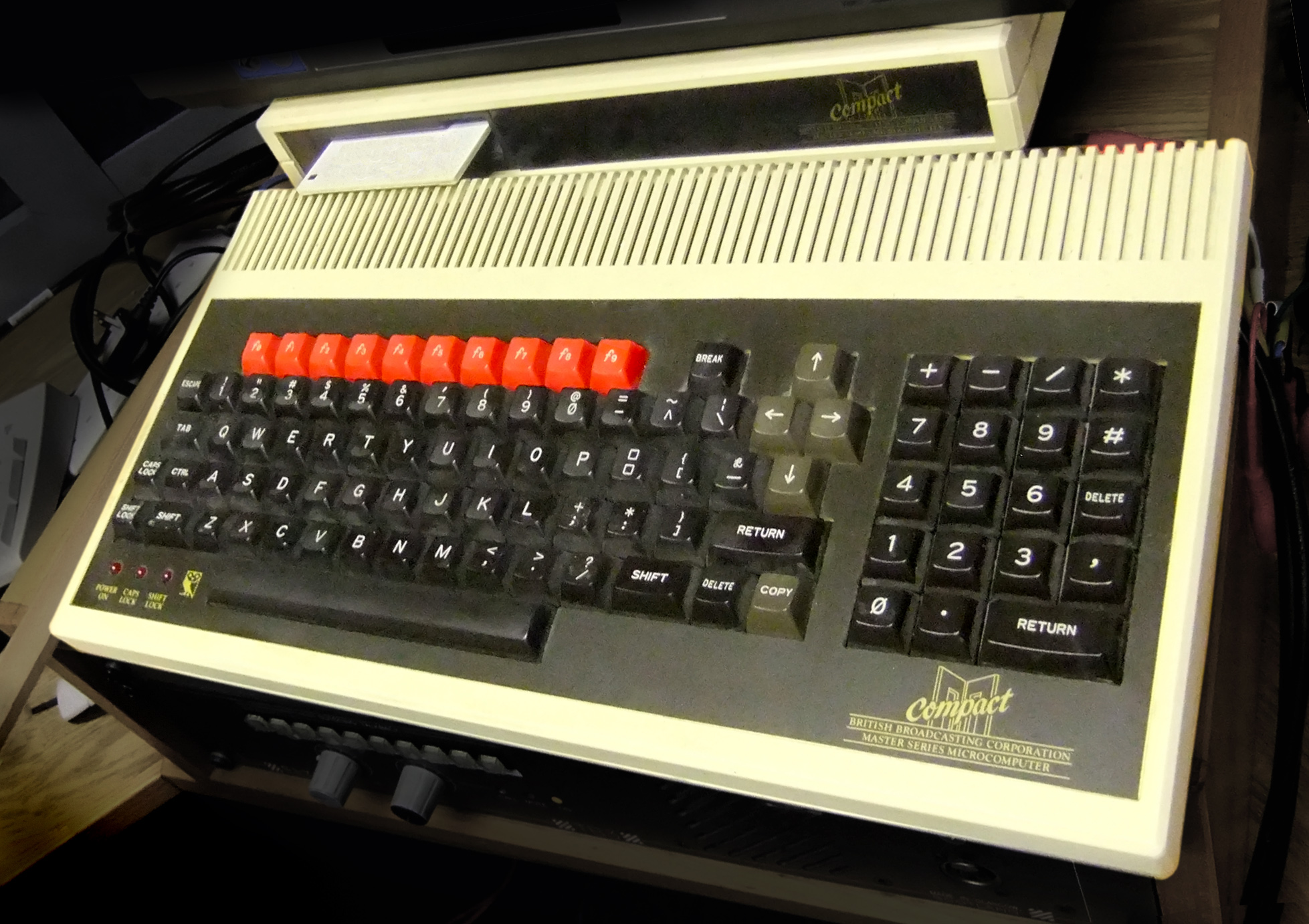
BBC Master Compact

Der BBC Master war ein Heimcomputer, der von der Firma Acorn Computers im Jahr 1986 herausgebracht wurde. Er wurde für die BBC entwickelt und gebaut und war der Nachfolger des BBC Micro. Er unterschied sich von seinem Vorgänger im Wesentlichen durch eine sehr wuchtige Tastatur mit abgeteiltem Ziffernblock und einen verfügbaren Speicher von 128 KB.
Die Standardvariante BBC Master 128 wurde bis zum Jahr 1993 hergestellt und es wurden rund 250.000 Einheiten verkauft.
Es gab von diesem Computer folgende Modellvarianten: Master 128, Master Turbo, Master AIV, Master ET, Master 512, Master Scientific und den Master Compact.
Der BBC Master verwendete als Prozessor den WDC 65C02, eine Weiterentwicklung des 6502, bei 2 MHz Taktfrequenz und als Soundchip den SN76489 von Texas Instruments.
Zudem verfügte er über eine Zugangsmöglichkeit zum Local Area Network des Acorn-Konzerns, dem Econet.